# The Beatles
The Beatles fou un grup de música pop-rock procedent de Liverpool, Anglaterra, format per John Lennon, Paul McCartney, George Harrison i Ringo Starr. Són el grup de música pop amb més èxits i vendes de discs de la història de la música popular, i, a més, han aconseguit el reconeixement dels crítics. Les seves aportacions innovadores a la música popular i el seu impacte cultural van tenir una gran transcendència en els anys seixanta, que es perllongà d'una manera o altra en els anys posteriors; és considerada com la banda més influent de tots els temps i van formar part del desenvolupament de la contracultura de la dècada dels 60 i el reconeixement de la música popular com a forma d'art.
The Beatles són una de les bandes comercialment més famoses que existeixen avui en dia i aclamades per la crítica de la història de la música popular. The Beatles foren el grup amb més vendes de tot el segle xx. Al Regne Unit van llançar més de 40 singles i àlbums que van arribar al número u. El seu èxit es va repetir, també, en molts altres països: EMI assegurà que el 1985 el grup havia venut més de mil milions de discs o cintes a tot el món.
Sorgits a principi dels anys seixanta, van ser els iniciadors del fenomen beat. Partint de la base rítmica del rock, les seves composicions foren una veritable troballa en l'aspecte melòdic i harmònic. Amb influències del rhythm and blues, i del blues progressiu, el seu estil va seguir una evolució constant. Des de meitat dels anys seixanta, amb l'arribada de l'èxit internacional, la seva música es va decantar cap a un eclecticisme que incloïa una forta influència oriental i que va donar com a resultat algunes de les obres més significatives de la psicodèlica i, ja al final de la dècada, del rock progressiu. Com a pioners de l'enregistrament, la composició de cançons i la presentació artística, els Beatles van revolucionar molts aspectes de la indústria de la música i sovint se'ls va entronar com a líders de la joventut de l'època dels baby boomers i dels moviments socioculturals.
Les seves cançons van reflectir els problemes d'un cert sector de la joventut de l'època, que pretenia restar al marge de l'anomenada societat de consum i superar les convencions i els aspectes més retrògrads de la societat occidental, alhora que reclamava nous valors tant estètics i artístics com espirituals i socials relacionats, per exemple, amb l'alliberament sexual i l'antimilitarisme.
La seva dissolució oficial va tenir lloc l'any 1970. Els seus integrants van seguir les respectives carreres musicals en solitari, tot i que van sovintejar les col·laboracions entre ells. L'any 1995, amb motiu de l'edició del primer volum de la trilogia Beatles Anthology, va tenir lloc una reunió virtual del grup, amb l'ajuda d'unes cintes que John Lennon havia deixat enregistrades i que van ser la base de dues noves cançons: Free as a Bird i Real Love.

## Història

### Els inicis i la formació (1957-1959)
Un dels factors determinants en la gestació de The Beatles fou la influència exercida pel contingut musical de l'emissora pirata Radio Luxembourg, per mitjà de la qual joves com l'adolescent John Lennon van conèixer el rock and roll gràcies a artistes com Elvis Presley, Ray Charles, Chuck Berry o Bill Haley. També s'hi va afegir l'arribada al port de Liverpool de mariners estatunidencs, cosa que propiciava la difusió a la ciutat de la música nord-americana de finals dels anys 50.
L'interès per aquesta nova música va incitar Lennon i uns amics seus de l'institut on estudiava, el Quarry Bank, a formar un grup de música skiffle que anomenarien The Quarrymen, en honor d'aquest institut.
Ivan Vaughan, un amic comú de Lennon i McCartney, els va presentar. Lennon va quedar impressionat per la interpretació que, amb veu i guitarra, McCartney va fer un dia de Twenty Flight Rock, d'Eddie Cochran. I, com que necessitava un membre amb prou talent musical, li va demanar que s'unís al grup.
En aquella època, Paul McCartney agafava cada dia l'autobús amb un noi més jove, George Harrison, que també tocava la guitarra. McCartney el va presentar a Lennon per mirar si podia unir-se al grup i, veient-ne la qualitat com a guitarrista, va ser ràpidament acceptat. Aquesta entrada va comportar l'expulsió dels altres components i només hi van quedar els tres que n'eren l'eix principal. Però els mancava algú que toqués el baix i la percussió.
Stuart Sutcliffe era un amic i company de John Lennon a l'Escola d'Art, que pintava i que va arribar a vendre diverses obres a bon preu. Aquest fet li va permetre comprar-se un baix elèctric, però com que no tenia cap mena de coneixement musical, els altres membres del grup van a haver d'ensenyar-li els rudiments de tocar l'instrument.
En aquest època, el nom de The Quarrymen ja els resultava massa antiquat, ja que cap component no estudiava aleshores en l'institut Quarry Bank; per això el grup va tocar durant una temporada amb diversos noms, com Johnny and The Moondogs o The Silver Beetles. A Sutcliffe li va agradar molt una pel·lícula que havia vist de Marlon Brando, Salvatge, en què sortia un grup de motoristes que es feien anomenar "The Beetles" ("els escarabats"). Lennon va modificar aquest nom canviant-li una e per una a, tot fent un joc de paraules amb el mot anglès "beat" ("cop", fent referència al cop de la bateria que marca el compàs i a l'anomenada generació beat), i ja va ser el nom definitiu del grup: The Beatles (els qui fan música beat). A més a més, aquest nom també era una al·lusió humorística al nom del grup de Buddy Holly, Crickets ("grills"), del qual eren admiradors.
L'agost de 1959 es va inaugurar a Liverpool un local anomenat The Casbah Coffee Club. The Quarrymen, que aleshores el formaven John Lennon, Paul McCartney, George Harrison i Ken Brown a la bateria, se'n va convertir en el "grup resident". El mateix any 1959, però, aquest darrer component va deixar-los i McCartney va convidar Pete Best, fill de la propietària del club, a ocupar-ne el lloc.

### Hamburg (1960-1962)

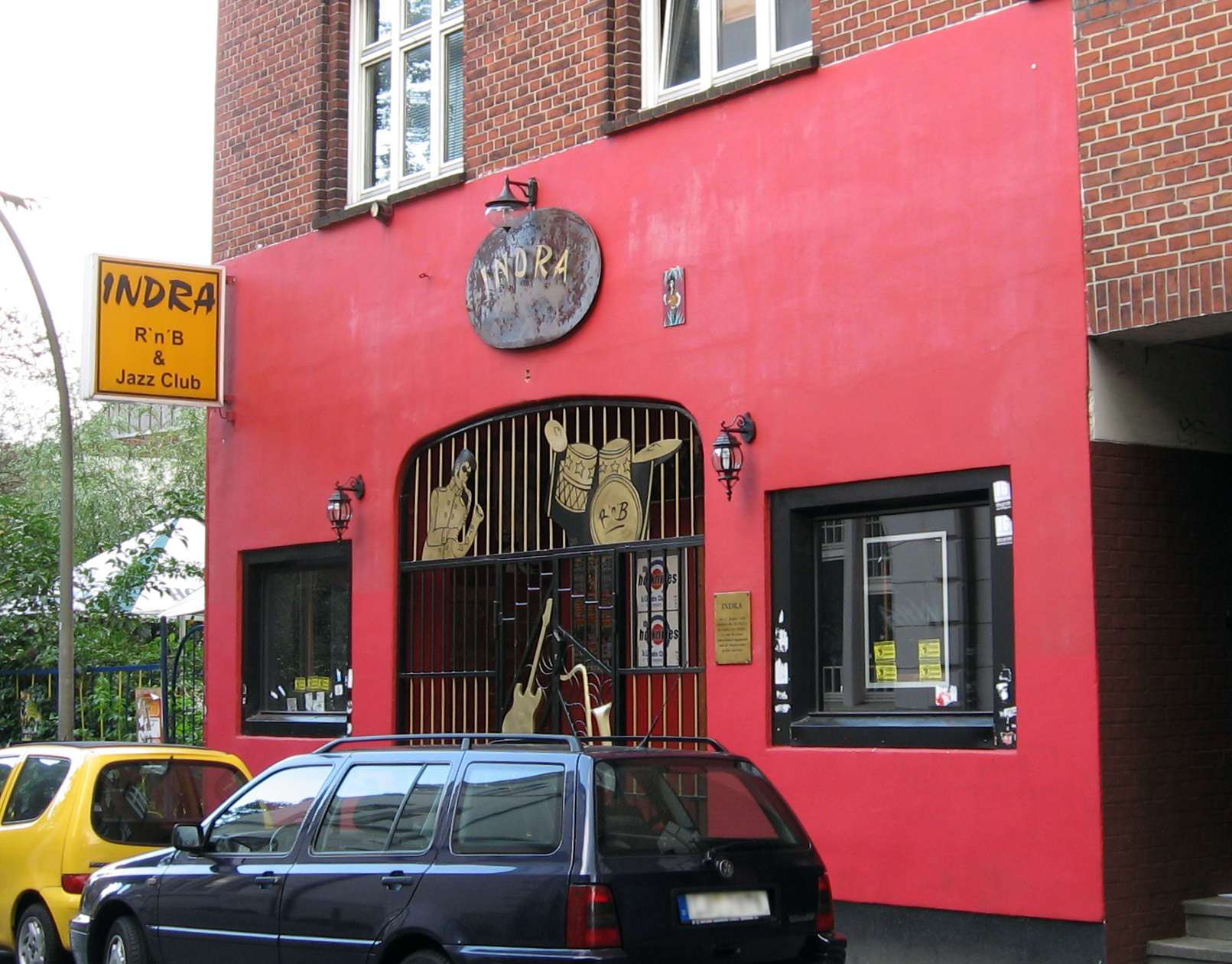
L'Indra, el club d'Hamburg on The Beatles van tocar als seus inicis (foto del 2007)

L'any 1960, el mànager del grup, Allan Williams, va aconseguir que els contractessin a Alemanya per tocar en clubs de la Reeperbahn, a Sankt Pauli el barri de vida nocturna d'Hamburg, on van actuar en diversos establiments com ara l'Indra Club, el Kaiserkeller, el Top Ten Club o el Star Club.
L'estada a Hamburg va suposar una gran experiència de maduració pel grup. Els caps de setmana tocaven fins a dotze hores diàries i aquestes dures actuacions els van permetre millorar el seu estil musical i artístic davant el públic. També fou allà que van ser contractats pel cantant Tony Sheridan com a grup d'acompanyament en una sèrie d'enregistraments per la companyia discogràfica Polydor Records, produïts per Bert Kaempfert. Les sessions van començar el juny del 1961 i el 23 d'octubre Polydor va editar el single My Bonnie (Mein Herz ist bei dir nur), que va tenir un notable èxit a les llistes alemanyes.
Diversos incidents, juntament amb el fet que els seus permisos de treball havien expirat i que Harrison encara era menor d'edat, van provocar la seva expulsió d'Alemanya. Van tornar-hi una segona temporada i en haver de marxar de nou, Stuart Sutcliffe va decidir romandre a Alemanya per estudiar art. Va morir pocs dies abans que els Beatles tornessin al país per fer-hi la seva tercera estada, el que va fer que McCartney s'encarregués definitivament de la funció de baixista.
El 1961, Brian Epstein era propietari de la North End Music Stores, la botiga de discs més famosa de Liverpool; havent sentit a parlar dels Beatles després que alguns adolescents li demanessin diverses vegades el disc My Bonnie, va anar a The Cavern Club, on acostumaven a tocar, i va quedar força impressionat per la seva música i el seu aspecte. Aquest mateix any va esdevenir el seu mànager.
Després d'una darrera sessió per Polydor al maig del 1962, Epstein i Kaempfert van acordar cancel·lar el contracte amb la companyia alemanya. Epstein va provar d'aconseguir, sense sort, un contracte discogràfic amb diverses companyies britàniques. The Beatles van arribar a fer una audició per Decca Records el gener del 1962, però no van ser acceptats.
Mentre es trobaven a Hamburg per tercera vegada, van rebre una carta del seu mànager dient que havien aconseguit, de la mà de George Martin, mànager i principal productor de la filial d'EMI Parlophone (especialitzada en l'enregistrament de música orquestral), una audició pel mes de juny als estudis Abbey Road de Londres. Martin va fer possible el contracte discogràfic dels Beatles i s'encarregà de produir les primeres sessions d'enregistrament, arran de les quals va proposar la substitució del bateria, Pete Best. Rory Storm and the Hurricanes era un dels grups d'èxit de Liverpool i els Beatles havien coincidit amb ells a Hamburg. L'agost del 1962, el seu reputat bateria, Ringo Starr, va esdevenir el que seria bateria definitiu de The Beatles.

### L'arribada de l'èxit (1962-1964)
Amb el grup definitivament complet, The Beatles van tornar a fer unes sessions per EMI. Però Martin, productor de la casa, tampoc estava d'acord amb l'estil del nou component. Sense seguir els seus consells, Lennon, McCartney i Harrison van decidir gravar les seves pròpies cançons amb Ringo Starr.

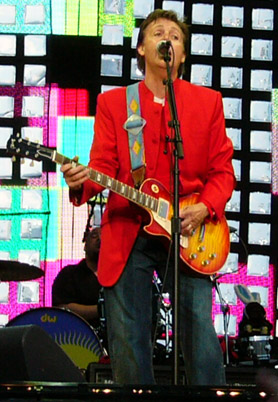
Paul McCartney

La decisió de gravar les seves pròpies cançons tampoc no va acabar de convèncer Martin, que desconfiava de la capacitat de composició del grup. No obstant això, els Beatles van insistir i Love Me Do, una composició pròpia, que van acabar de gravar l'11 de setembre, seria escollida com a single del seu primer disc i arribaria al número 1 de la llista de vendes.
Per conèixer l'èxit, The Beatles van fer molts concerts en bars i clubs nocturns, on es van guanyar una fama que els consolidaria com el grup més popular de la Gran Bretanya. Amb aquesta fama va arribar el seu primer disc, el 1963, Please Please Me. El mateix any va aparèixer el segon disc, With The Beatles, que comportaria el trasllat del grup a Londres per qüestions de facilitat econòmica i professional. El 1964 va suposar també l'arribada de la beatlemania als Estats Units.
L'arribada a Amèrica els va impressionar i sorprendre; mai no van pensar que tindrien tant d'èxit. Aprofitant aquesta fama, el tercer disc del grup no es va fer esperar i el mateix 1964 va aparèixer A Hard Day's Night, com a banda sonora de la seva primera pel·lícula. Tant el disc com el film van ser tot un èxit i la beatlemania es va estendre arreu del planeta. Per completar l'any, van portar a terme una gira mundial, de la qual Ringo Starr se'n va perdre bona part per motius de salut, i es va publicar Beatles For Sale, el quart disc de la banda.
En definitiva, el 1964 fou l'any de més treball en la carrera de The Beatles.

### Els Beatles a Barcelona
L'estiu de 1965, els Beatles van fer una gira europea (The Beatles 1965 European Tour) que els va portar a París (20 de juny), Lió (22), Milà (24), Gènova (25), Roma (27 i 28 de juny), Niça (30), Madrid (1 de juliol) i finalment Barcelona (2 de juliol), tot i que encara van fer un darrer concert a Blackpool (Anglaterra), el 3 d'agost.
L'Estat Espanyol vivia moments de canvi social, més que polític, i tot i que no es pot dir que els dos concerts que van fer els Beatles a Madrid i Barcelona fossin el desencadenant d'aquest canvi, sí que reflecteixen millor que cap altre esdeveniment l'eclosió d'una nova situació i són la icona d'aquella transformació inevitable cap a uns nous temps.
Per poder fer els dos concerts a Espanya, el promotor Paco Bermúdez va haver de lluitar contra els dubtes del representant Brian Epstein i contra la burocràcia del règim franquista. Tot i que es va intentar impedir els dos concerts, finalment foren autoritzats per no molestar el Regne Unit després que es fes públic que els Beatles serien nomenats Cavaller de l'Imperi Britànic. A Madrid només es van vendre 6.000 entrades, tot i que molta gent es va quedar al carrer. A Barcelona es van allotjar a l'hotel "Avenida Palace", on foren rebuts per Joan Gaspart, fill del propietari, i on els fotografià la fotoperiodista Joana Biarnés, tot i que el diari madrileny Pueblo no ho va voler aprofitar. El concert fou a la plaça de toros Monumental, davant de 18.000 persones. La primera part de l'espectacle, presentat per Torrebruno, consistia en les actuacions de nombrosos grups i cantants (entre ells, Los Sirex), i a la segona part els Beatles van cantar les 12 cançons següents: Twist and Shout, She's a Woman, I'm a Loser, Can't Buy Me Love, Baby's in Black, I Wanna Be Your Man, A Hard Day's Night, Everybody's Trying to Be My Baby, Rock and Roll Music, I Feel Fine, Ticket to Ride i Long Tall Sally. La premsa barcelonina va descriure el concert com un gran èxit, cosa que va intentar desmentir el noticiari cinematogràfic NO-DO, amb un petit documental de 2 minuts muntat amb les imatges de Pedro Costa i Francesc Betriu, que es va projectar als cinemes el 12 de juliol.

### La maduresa (1965-1966)
L'any 1965 van ser nomenats, no sense certa polèmica, cavallers de l'imperi Britànic. També es va estrenar la seva segona pel·lícula, Help!, amb la seva corresponent banda sonora (el cinquè LP del grup), van realitzar una nova gira per Amèrica i van publicar un sisè disc, Rubber Soul.
Però aquest any es va caracteritzar pel fet de marcar el final de les gires de The Beatles. Cansats d'anar amunt i avall sense parar, de les eternes sessions de gravació, les amenaces, la polèmica amb l'afirmació que eren més famosos que Crist i la falta de motivació, i farts que als seus concerts només hi anessin adolescents cridaneres que no es fixaven en si s'equivocaven d'acord o desafinaven, els Beatles van decidir posar punt final a les seves gires.
L'any següent, el 1966, es va publicar Revolver, disc del qual ja no es va fer cap gira. Aquesta decisió els va permetre marxar de vacances. Lennon se'n va anar a Almeria per participar en la pel·lícula How I Won The War; McCartney es va dedicar a compondre la banda sonora d'un altre film, Harrison va marxar a l'Índia i Ringo Starr va viatjar a Espanya per acompanyar Lennon.
En tornar d'aquestes vacances van començar a gravar el vuitè disc, Sgt. Pepper's Lonely Hearts Club Band, disc que esdevindria una fita dins de la història de la música popular.

### Sergeant Pepper's i The Magical Mystery Tour (1967)
Amb la creació de Sgt. Pepper's Lonely Hearts Club Band es va iniciar una nova etapa caracteritzada per donar tota la prioritat a l'aspecte de recerca artística; l'època dels concerts i els crits s'havia acabat. Durant aquesta etapa, el grup va realitzar notables avenços musicalment, fruit de la seva constant experimentació, del tractament del so i de les noves tècniques d'enregistrament. En aquest sentit cal assenyalar la gran contribució aportada pel seu productor habitual, George Martin.
A més de la publicació de Sergeant Pepper's, l'any 1967 va portar altres qüestions destacades. Entre aquestes destaca l'emissió d'Our World, la primera transmissió via satèl·lit a escala mundial, en la qual van participar The Beatles interpretant el tema All You Need Is Love. Un altre fet fou conèixer el Maharishi Mahesh Yogi, que els faria descobrir la filosofia índia i, especialment, la meditació transcendental.
Però durant aquell any també va morir el mànager del grup, Brian Epstein. Aquesta desaparició va afectar-los profundament i, a més, va posar el problema de com dirigir les seves finances i negocis, aspecte del qual sempre s'havien despreocupat. Van crear l'Apple Corps, que va funcionar com a companyia discogràfica però també es va dedicar a la confecció de roba psicodèlica venuda en l'Apple Boutique.
Magical Mystery Tour, la banda sonora d'una posterior pel·lícula de The Beatles, va aparèixer com un doble EP de sis temes a principis de desembre de 1967. Als Estats Units les sis cançons van aparèixer en un LP titulat de la mateixa manera, en el qual s'inclogué també els temes dels seus darrers senzills. Allmusic opina sobre el Magical Mystery Tour americà: «El so psiquedèlic d'aquest disc està molt en consonància del Sgt. Pepper, i fins i tot es troba més accentuat en algunes parts d'ell (especialment en els collages de so de l'"I Am the Walrus") », i qualifica les seves cinc cançons extretes dels senzills que van publicar el 1967 com «enormes, glorioses i innovadores». L'àlbum va establir un nou rècord en les seves primeres tres setmanes de venda inicial en els Estats Units, el major que qualsevol altre LP de Capitol, i és una compilació de Capitol que després va ser adoptada en el cànon oficial dels àlbums d'estudi de The Beatles. Retransmesa el Dia de Sant Esteve, la pel·lícula Magical Mystery Tour, dirigida bàsicament per McCartney, els va portar la primera crítica negativa per la premsa del Regne Unit, amb articles despectius cap al seu film. Va ser cridada «una indubtable escombraries» pel Daily Express, que la va descriure com «una successió d'imatges sense editar mostrant a un grup de gent pujant i baixant d'un autobús i viatjant tot el temps en ell» 163 Tanmateix, el Daily Mail la va descriure com «un projecte vanitós», mentre que The Guardian la va descriure com «una mena de joc de fantasia moral sobre la grolleria, la calidesa i l'estupidesa de l'audiència» 163 Li va ser tan rotundament malament que va ser cancel·lada en aquest moment als Estats Unidos.164 Al gener, van filmar un curt per a la pel·lícula animada Yellow Submarine, una versió animada i fantasiosa de The Beatles. L'altra i última participació que van dur a terme a la pel·lícula va ser amb la contribució de diversos enregistraments d'estudi inèdites. Estrenat el juny de 1968, el film va ser ben rebut pel seu innovador estil visual i humorístic, a més de la seva música. No obstant això, van haver de passar set mesos fins que es va publicar la banda sonora de la pel·lícula.

### Àlbum blanc iYellow Submarine(1968)
L'any 1968 portarà diferents esdeveniments. El primer fou el viatge del grup amb el Maharishi a Rishikesh, a l'Índia, on van anar per aprendre a meditar. Ben aviat, però, Ringo Starr va haver de tornar per problemes amb el menjar (era al·lèrgic a un gran nombre d'aliments), McCartney també va tornar perquè només tenia previst estar-s'hi durant un mes i finalment Lennon i Harrison van deixar el país per l'escàndol en què es van veure involucrats el Maharishi i una dona del seu grup.
En tornar de l'Índia es va decidir llançar definitivament la companyia Apple. L'empresa no va durar gaire. Hi havia moltes idees (dedicar-la a buscar nous talents, a botigues d'aparells electrònics i de roba psicodèlica), però cap no es va arribar a concretar, fet que la va portar a la ruïna. Després de la fallida es va rodar la quarta pel·lícula del grup, Yellow Submarine, de dibuixos animats i acompanyada de la seva corresponent banda sonora. La cançó que donava nom a la pel·lícula, "Yellow Submarine" havia estat publicada com a single l'estiu de 1966 (amb "Eleanor Rigby" com a doble cara A), i a més havia estat originalment inclosa dins l'LP Revolver, també de 1966. Com a senzill, va romandre al número 1 a les llistes d'èxits britàniques durant 4 setmanes, fins que fou superada pel tema "All or Nothing" dels Small Faces, a principis de setembre.
El mes de novembre de 1968, es va publicar el doble àlbum The Beatles, més conegut com l'"Àlbum Blanc". Abans de la seva publicació es va editar un single, Hey Jude, amb Revolution a la cara B, que va tenir un gran èxit.
No només es va publicar material com a grup, sinó que John Lennon va editar el seu primer treball en solitari, Two Virgins, amb l'ajut de la seva futura esposa, Yoko Ono.
Durant la gravació de l'Àlbum Blanc hi va haver les primeres tensions entre els membres del grup, que dos anys més tard els portarien a la separació. El motiu més destacat fou la presència contínua de Yoko Ono a l'estudi, el que va provocar malestar a la resta de components del grup, sobretot a McCartney. Al disc es nota clarament la tendència a compondre i fins i tot a gravar individualment. Cançons com Why Don't We Do It In The Road estan gravades o bé en solitari o bé amb la participació de només algun dels Beatles. Malgrat que van estudiar la possibilitat de fer una tria en les cançons per editar un sol disc, finalment les van editar totes en un disc doble.

### La fi dels Beatles (1969-1970)
El 1969 és l'últim any en què The Beatles va funcionar com a grup. A principis d'any es van fer les sessions "Get Back", que volien recollir l'esperit cru i directe dels seus primers discos. Tot i que no es van acabar mai, van servir d'embrió per al que seria el seu últim disc publicat, Let It Be. Aquestes sessions van estar acompanyades permanentment per càmeres que van gravar la seva darrera pel·lícula, també anomenada Let It Be, que reflecteix la tensió i el malestar entre els membres del grup.
Tot i els continus enfrontaments, tots quatre van decidir gravar un nou disc, que seria el darrer, Abbey Road. Amb una magnífica producció, Abbey Road va posar fi a una dècada que va marcar la música posterior.
The Beatles es van reunir per darrera vegada a Saville Row. Lennon va anunciar que deixava el grup per dedicar-se al seu projecte paral·lel, la Plastic Ono Band. Davant la perplexitat de la resta de membres, Paul McCartney va seguir el mateix camí i no va trigar gaire a publicar el seu primer disc en solitari. George Harrison i Ringo Starr van fer el mateix, el primer per explorar el món de la cultura índia i el segon per començar, ell també, una carrera en solitari. L'any 1970 va posar punt final oficialment de The Beatles amb la posada en venda de Let It Be.

## Components

### John Lennon

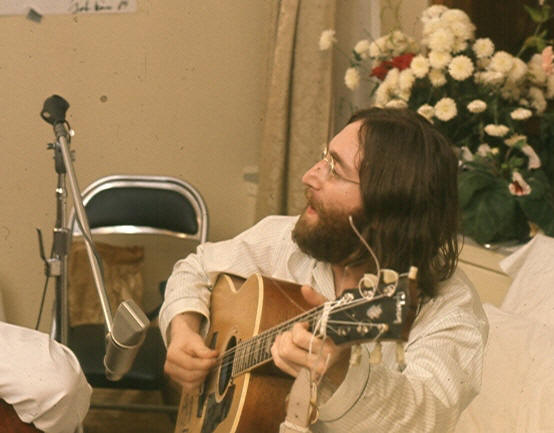
John Lennon

A John Lennon se'l pot descriure de diverses maneres, però els adjectius que més es fan servir per referir-se a la seva persona són rebel i geni. John Winston Lennon va néixer el 9 d'octubre de 1940 enmig d'un bombardeig alemany sobre Liverpool. Va ser una persona caracteritzada per mostrar els seus sentiments d'una manera molt especial: protestant, passant una setmana al llit, component cançons com "Imagine" i afirmant que The Beatles eren més populars que Crist.
Des de petit el que més li agradava era somiar. Somiava coses tan difícils com volar, però també ser ric i famós, i tot això ho podia aconseguir mitjançant la música. Ser artista no estava ben vist als anys 50, i tant la seva família com els professors de l'escola li aconsellaven que es dediqués a qualsevol cosa excepte a la carrera d'artista. Malgrat tot, Lennon estimava la música, i això, afortunadament, no ho canviaria ningú. No va tenir una infància fàcil, perquè els seus pares el van abandonar essent ell un nen. La seva mare el visitava de tant en tant, però ben aviat la tragèdia es faria més gran en morir ella. En aquell moment, Lennon ja formava part del seu primer grup de música, The Quarrymen, que va servir per despertar-li la seva faceta artística, influïda clarament i de manera constant pel rock and roll, en especial per les composicions d'Elvis Presley. "Heartbreaker Hotel" és la cançó que va canviar la seva vida fins que va conèixer Paul McCartney en un concert dels The Quarrymen. D'aquesta amistat en sorgiria un dels millors grups de la història de la música.

### Paul McCartney
Sir James Paul McCartney va néixer el 18 de juny de 1942. La seva infància va estar marcada pel continu canvi d'habitatge que havien de fer ell i la seva família per qüestions laborals del seu pare. Fou aquest qui va apropar Paul McCartney al món de la música, ja que tocava el piano, la trompeta i el saxo. Tal com li va passar a Lennon, McCartney també va perdre la mare quan tenia 14 anys. Fou un cop molt dur per tota la família. A diferència de Lennon, però, era un noi molt més tranquil i menys conflictiu, treia bones notes i tenia un bon futur en el món acadèmic. Però conèixer John Lennon li va canviar la vida per complet. La seva afecció comuna per la música va fer que deixessin de banda els estudis per dedicar-se a escriure cançons en hores de classe.

### George Harrison

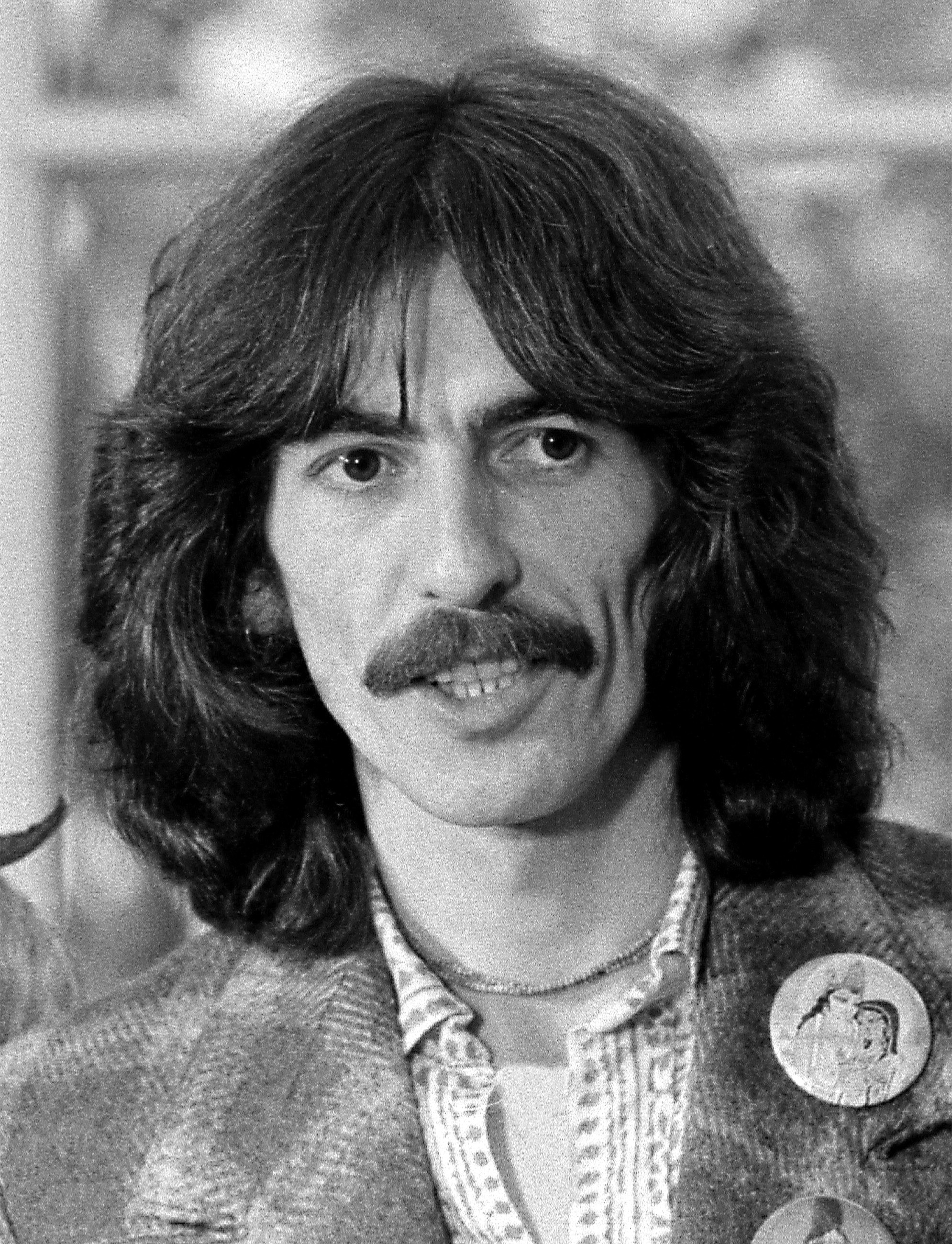
George Harrison

Nascut el 25 de febrer de 1943, era el més petit d'una família de quatre fills. George Harrison fou l'únic beatle que no va veure arruïnada la seva infància per un divorci o una mort. Va tenir, doncs, una infància feliç envoltada de molts familiars llunyans i propers. Va cursar els estudis secundaris a l'institut de Liverpool, i cada matí es trobava amb Paul McCartney a la parada de l'autobús.
Quan tenia 14 anys ja era un fanàtic de la guitarra, tot i que quan va conèixer John Lennon la seva qualitat interpretativa era inferior a la de la resta del grup. Entre ells dos hi havia una diferència d'edat considerable, tres anys, fet que va preocupar el grup davant la possibilitat que fessin festes i no li fos permesa l'entrada. Tot i això, George Harrison va formar part sense problemes de l'embrió de The Beatles.

### Ringo Starr
Richard Starkey, nascut el 17 de juliol de 1940, es va criar a Dingle, un suburbi portuari de Liverpool. El seu pare va marxar de casa quan ell tenia tres anys i la seva mare va haver de treballar de cambrera tot el dia, deixant el petit Richie sol a casa. A part de la situació familiar, la seva infància va estar marcada per la salut. Fou un nen molt malaltís i va passar molt de temps als hospitals. Malgrat aquesta situació, era un nen feliç, satisfet, i quan la seva mare es va casar amb Harry Greaves li va prendre molt d'afecte. Greaves va ser el més semblant que va tenir mai a un pare.
Dels 13 als 15 anys va estar internat de nou a l'hospital i en sortir va practicar diverses feines fins a esdevenir aprenent de mecànic. En aquest hospital Richie Starkey va tocar la bateria a la seva banda i el 1956 va formar un grup amb un amic anomenat Eddie Clayton. Ben aviat va millorar moltíssim el seu nivell i va arribar a tocar al grup més important de Liverpool, Rory Storm and the Hurricanes. Durant l'època de més popularitat del grup en Richie va esdevenir Ringo (per la quantitat d'anells que portava) i Starr (perquè els seus solos de bateria fossin anunciats com a "starr times" -moments estel·lars-). The Beatles coneixien bé en Ringo perquè havien coincidit amb els Rory Storm a Hamburg. El 1962, Brian Epstein li va trucar per telèfon i li va oferir ser bateria de The Beatles substituint Pete Best. Al començament estaria a prova amb un sou de 25 lliures setmanals, i, si tot anava bé, seria bateria del grup en tota regla. D'aquesta manera Ringo Starr es va unir a The Beatles, tancant la formació.

### Stuart Sutcliffe
El baixista original de The Beatles. Conegut també, igual que altres persones, com el cinquè beatle, va néixer el 23 de juny de 1940 a Edimburg, Escòcia. Va ser amic íntim de John Lennon, a través del qual va entrar al grup l'any 1959. Va cursar estudis a l'Art College de Liverpool, on a 19 anys el van considerar l'estudiant més prometedor. Segons explica Paul McCartney, quan l'any 1959 Stuart Sutcliffe, Stu, va vendre una de les seves pintures per 65 lliures, John Lennon i el mateix McCartney el van convèncer de comprar amb aquests diners un baix elèctric alemany marca Hofner i unir-se a la banda, tot i que amb prou feines el sabia tocar.
És en aquests inicis de la banda quan l'aportació humorística de Sutcliffe i Lennon permet la creació del terme Beatles (els que fan música beat), aprofitant el joc de paraules que resultava per la semblança amb Beetles (escarabats), similar al nom del grup de Buddy Holly, Crickets (grills). Neix així el grup Long John and the Silver Beatles, que posteriorment seria solament The Silver Beatles i finalment es reduiria al nom amb el qual passarien a la història, The Beatles.
L'any 1961 el grup va fer la seva segona gira per Hamburg, Alemanya, i al final la banda tornà a Liverpool, menys Sutcliffe, que va decidir quedar-se més temps per desenvolupar més la seva inclinació per la pintura. En aquesta època havia començat una relació sentimental amb la fotògrafa alemanya Astrid Kirchherr (inspiradora del famós pentinat Mop Top Beatle, i molt amiga dels components del grup.
El 10 d'abril de l'any següent, 1962, Sutcliffe morirà a conseqüència d'una hemorràgia cerebral a Hamburg, quan tot just tenia 21 anys. Era just la vigília de la tercera gira del grup per aquesta ciutat i dies després del llançament del primer single de The Beatles, Love Me Do.

### Pete Best
Nascut el 24 de novembre de 1941 a Madras, Índia, fou el bateria anterior a Ringo Starr. Va formar part del grup durant l'any 1959, època en què el grup tocava ocasionalment a The Casbah Club de Liverpool, la propietària del qual era la seva mare. En aquella època la banda no disposava de bateria fix. L'any 1960 va reingressar al grup quan van aconseguir el seu primer contracte professional per tocar a diversos clubs d'Hamburg a través del promotor artístic Allan Williams. Va formar part de la banda fins a la primera audició per EMI, el 1962, i el van acomiadar el 16 d'agost del mateix any, com a condició posada per George Martin, productor de la companyia amb qui treballarien.

### Jimmy Nicol
Jimmy Nicol fou el recanvi de Ringo Starr durant deu dies. El 3 juny de 1964, un dia abans de començar la gira per Escandinàvia, Holanda i Austràlia, Ringo Starr es va posar malalt, va haver d'ingressar a l'hospital i el van operar d'amígdales. Es va parlar d'anul·lar la gira, però finalment van decidir de posar un recanvi a la bateria a càrrec de Jimmy Nicol, que va tocar un total de nou concerts en aquests països, des del 4 fins al 14 de juny, data en què Ringo Starr es va reincorporar al grup a Melbourne. Per aquesta feina va cobrar 500 lliures esterlines, i a més va ser obsequiat amb un rellotge d'or amb la inscripció "From The Beatles and Brian Epstein to Jimmy - with appreciation and gratitude".

## Discografia

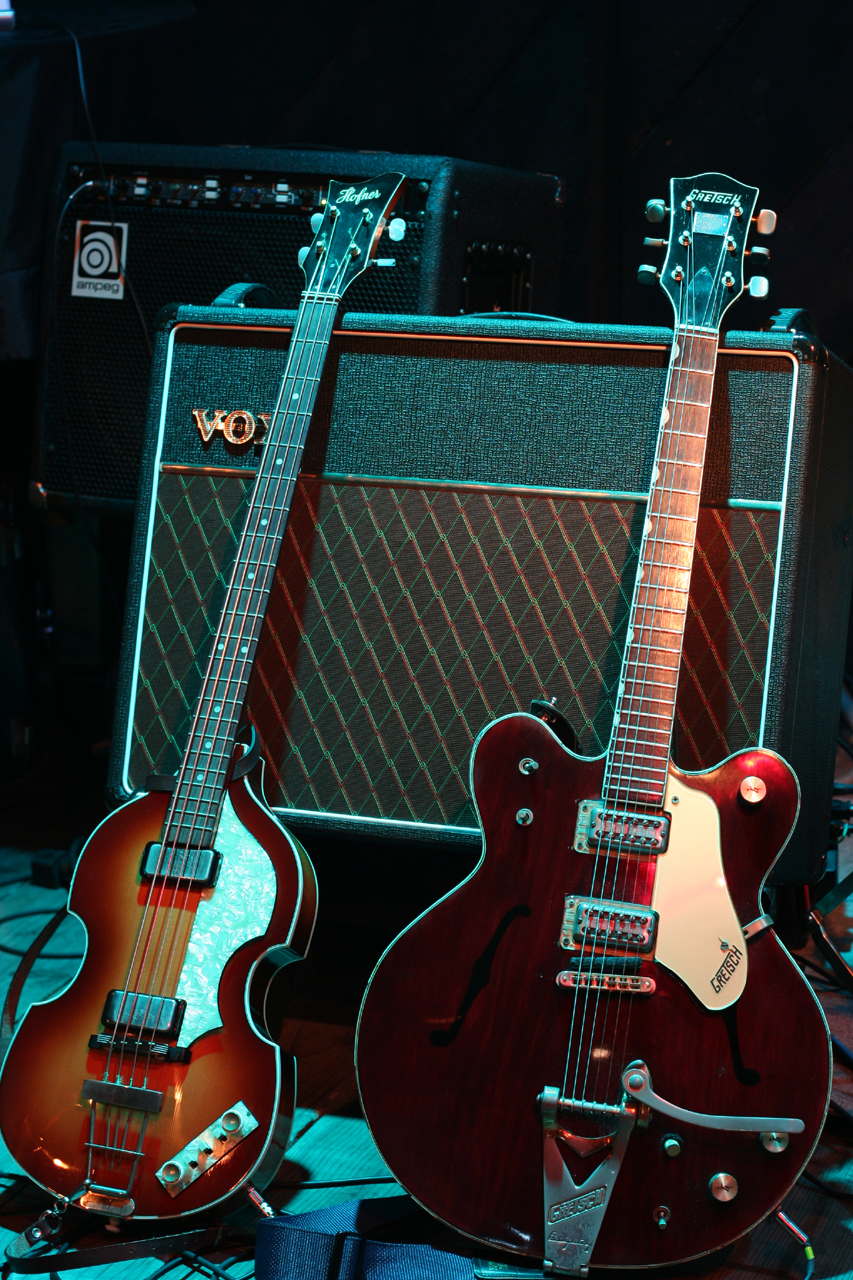
Baix de Paul McCartney i guitarra de George Harrison

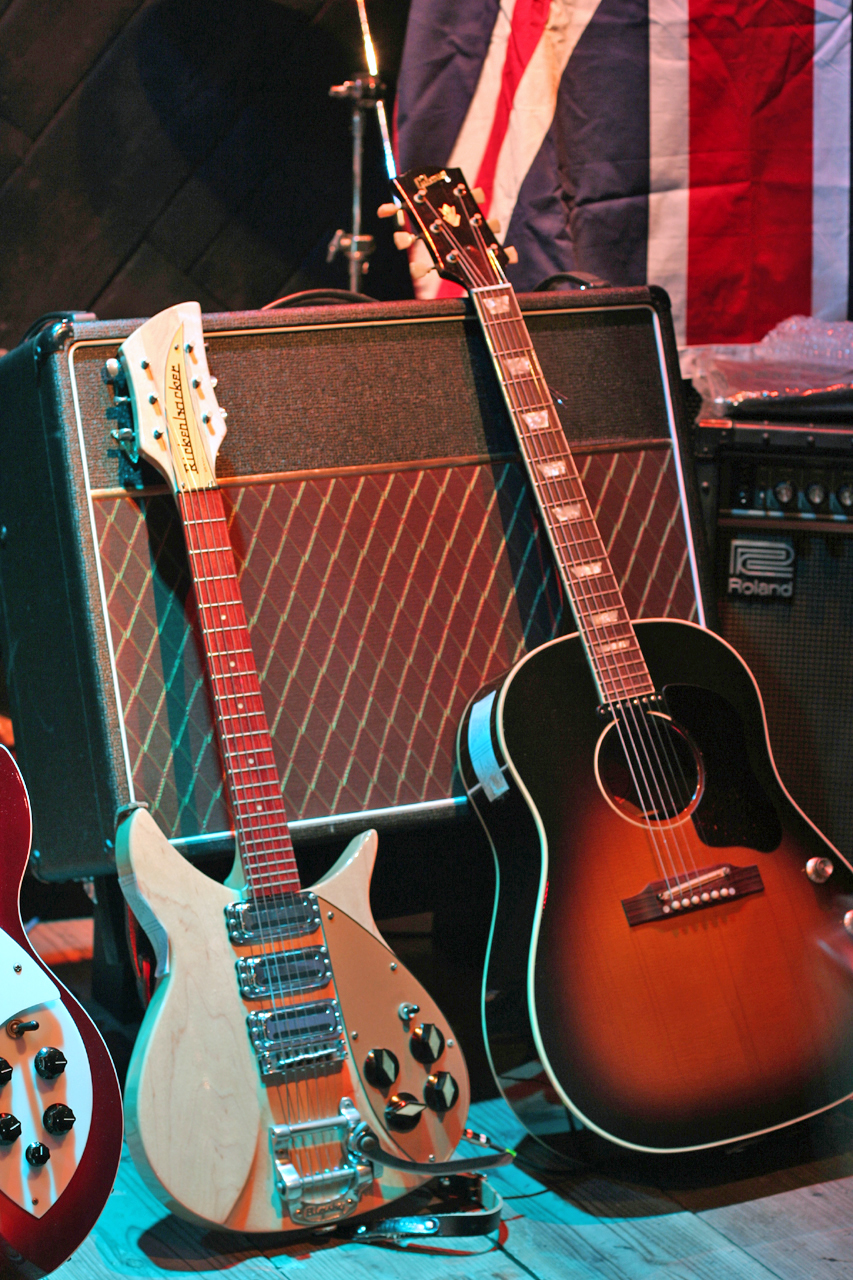
Guitarres de John Lennon.

### LP
- 1963: Please Please Me
- 1963: With The Beatles
- 1964: A Hard Day's Night
- 1964: Beatles For Sale
- 1965: Help!
- 1965: Rubber Soul
- 1966: Revolver
- 1967: Sgt. Pepper's Lonely Hearts Club Band
- 1967: Magical Mystery Tour
- 1968: The Beatles (conegut com a "Àlbum Blanc")
- 1969: Yellow Submarine
- 1969: Abbey Road
- 1970: Let It Be

### Senzills
| - 1962 My Bonnie/The Saints - 1962 Love Me Do/P. S. I Love You - 1963 Please Please Me/Ask Me Why - 1963 From Me To You/Thank You Girl - 1963 She Loves You/I'll Get You - 1963 I Want To Hold Your Hand/This Boy - 1963 The Beatles Christmas Record - 1964 Can't Buy Me Love/You Can't Do That - 1964 A Hard Day's Night/Things We Said Today - 1964 I Feel Fine/She's A Woman - 1964 Another Beatles Christmas Record - 1965 Ticket To Ride/Yes It Is - 1965 Help!/I'm Down - 1965 We Can Work It Out/Day Tripper - 1965 The Beatles Third Christmas Record - 1966 Paperback Writer/Rain | - 1966 Eleanor Rigby/Yellow Submarine - 1966 Pantomime: Everywhere It's Christmas - 1967 Strawberry Fields Forever/Penny Lane - 1967 All You Need Is Love/Baby, You're A Rich Man - 1967 Hello, Goodbye/I Am The Walrus - 1967 Christmas Time (Is Here Again) - 1968 Lady Madonna/The Inner Light - 1968 Hey Jude/Revolution - 1968 Christmas 1968 - 1969 Get Back/Don't Let Me Down - 1969 The Ballad Of John And Yoko/Old Brown Shoe - 1969 Something/Come Together - 1969 The Beatles Seventh Christmas Record - 1970 Let It Be/You Know My Name (Look Up The Number) - 1995 Free as a Bird/Christmas Time (Is Here Again) - 1996 Real Love/Baby's In Black |

### Edicions pòstumes
A banda de nombrosos àlbums recopilatoris, després de la dissolució del grup han aparegut diverses edicions amb material inèdit i/o enregistrat en directe:
- 1977: Live at the Hollywood Bowl
- 1988: Past Masters, vol 1
- 1988: Past Masters, vol 2
- 1994: Live at the BBC
- 1995: Anthology 1[29]
- 1996: Anthology 2[29]
- 1996: Anthology 3[29]
- 1999: Yellow Submarine Songtrack[30]
- 2003: Let It Be… Naked[31]
- 2006: Love

## Filmografia

### Films propis
- 1964: A Hard Day's Night[32]
- 1965: Help![33]
- 1967: Magical Mystery Tour[34]
- 1968: Yellow Submarine[35]
- 1970: Let It Be[36]

### Films biogràfics
- 1979: Birth Of The Beatles
- 1994: Backbeat
- 1995: The Beatles Anthology

## Versions de les cançons de The Beatles
Al llarg de la història moltes bandes han fet diverses versions de les cançons de The Beatles i han ofert diversos concerts tribut.

## Després de la separació

### Ringo Starr
Ringo Starr va ser el primer dels quatre que va gravar en solitari; ho va fer a través d'Apple Records el 1970 (Sentimental Journey), i la seva carrera va anar in crescendo fins al 1973, any en què llança Ringo, àlbum en el qual curiosament col·laboren els altres tres Beatles, però en diferents temes. Aquest disc li va proporcionar un parell de números 1 a la llista americana de singles. El seu següent projecte portava el títol de Goodnight Vienna (1974), però a partir d'aleshores la seva carrera musical va començar a entrar en davallada, i va tocar fons —almenys de vendes— el 1983 amb Old Wave. Una altra faceta seva durant aquests anys va ser la d'actor, i va aparèixer en algunes pel·lícules sense especial repercussió. A mitjans dels vuitanta, feliçment casat amb l'actriu Barbara Bach, es va dedicar a tasques de narrador per sèries documentals, sense abandonar del tot el món de la música, però sense gaire activitat. El 2008 va treure una de les seves grans obres, Liverpool 8.

### George Harrison
La carrera de George Harrison en solitari, posterior a la dissolució de The Beatles, és variada i peculiar, més orientada cap a la qualitat i l'autenticitat que cap a la comercialitat, assumint tasques que van des de músic de sessió fins a productor cinematogràfic amb companyia pròpia (Handmade Films). Després de formar part de The Beatles, Harrison va continuar treballant en solitari, igual que Lennon, McCartney i Starr, amb una carrera prolífica, tot i que menys que les de McCartney i Lennon.
El seu primer llançament en solitari data de 1968, quan va editar el projecte clarament experimental Wonderwall, al qual el va seguir Electronic Sounds el 1970, en una línia semblant a l'anterior. Tanmateix, el seu primer gran èxit li arriba amb el triple àlbum All Things Must Pass —amb importants col·laboradors—, produït per Phil Spector el 1970, que li dona un gran triomf internacional. El seu interès per les cultures orientals el porta a promoure el 1971 el Concert per Bangladesh a Nova York, amb la participació d'artistes com Eric Clapton, Bob Dylan, el seu excompany Ringo Starr, Billy Preston i Leon Russell. Aquest concert es va plasmar en un triple vinil i en una pel·lícula, i va recaptar deu milions de dòlars per la causa.
El 1974 crea el seu propi segell discogràfic, Dark Horse, fins a 1976, quan edita 33 1/3, que marca una petita pausa en la seva carrera discogràfica, represa el 1979, per continuar publicant treballs, però no amb una freqüència gairebé anual, com en la seva primera època. Durant aquests anys, també va produir enregistraments d'artistes com Badfinger, Ravi Shankar o Billy Preston i va tocar la guitarra en sessions d'altres músics, com Dylan, Delanney & Bonnie o Hall & Oates. Ja a la dècada dels vuitanta, va dedicar gran part dels esforços a la seva companyia cinematogràfica, Hand Made Films, i va tornar a les llistes el 1987 amb Cloud Nine. Al cap de poc se'l veia de nou sobre un escenari formant part de la banda de velles glòries anomenada Traveling Wilburys —al costat de Bob Dylan, Roy Orbison, Tom Petty i Jeff Lynne—, amb la qual va publicar dos àlbums que van lligar la història de la música entre els vuitanta i els noranta: Traveling Wilburys (1988) i Traveling Wilburys, Vol 3 (1990). El 29 de novembre de 2001 va morir de càncer de pulmó.

### John Lennon
John Lennon va començar la seva carrera en solitari un parell d'anys abans de la dissolució oficial del grup, el 1970. El 1969, va tocar en directe amb una banda que es deia The Plastic Ono Band, al costat d'un músic com Eric Clapton, esdeveniment recollit a Live Peace in Toronto. D'allà van sortir noves composicions de Lennon, com els singles "Cold Turkey", "Mother" i "Give Peace a Chance" —tot un himne pels moviments pacifistes—, èxits indiscutibles que van ser seguits per l'àlbum de 1970 John Lennon/Plastic Ono Band, produït per Phil Spector, que significa la declaració d'independència de Lennon respecte a la seva etapa anterior. Imagine, el seu àlbum de 1971, es converteix ràpidament en un clàssic, amb temes compromesos i polèmics com "Power To The People" o com el mateix "Imagine", que s'ha convertit en un estàndard interpretat per molts altres artistes, o "Jealous Guy", una balada preciosa. Ja com a veí de Nova York, el seu següent àlbum, Some Time in New York City, no va tenir el mateix gran èxit comercial, però va tornar a les llistes amb Mind Games el 1973, i l'any següent va editar Walls And Bridges, encara amb millor fortuna; el mateix 1974 va actuar en un concert d'Elton John en la que seria la seva última aparició en un escenari. Shaved Fish, de 1975, és una recopilació de grans èxits i l'últim disc que apareixeria abans la seva mort, ja que aquell any va decidir fer una pausa en les seves actuacions i concerts per tornar a l'estudi amb la seva esposa, Yoko Ono, per gravar Double Fantasy. Després del seu violent assassinat, el 8 de desembre de 1980, a mans de Mark David Chapman, va arribar al número 1 amb els singles "Just Like Starting Over" i "Woman".

### Paul McCartney

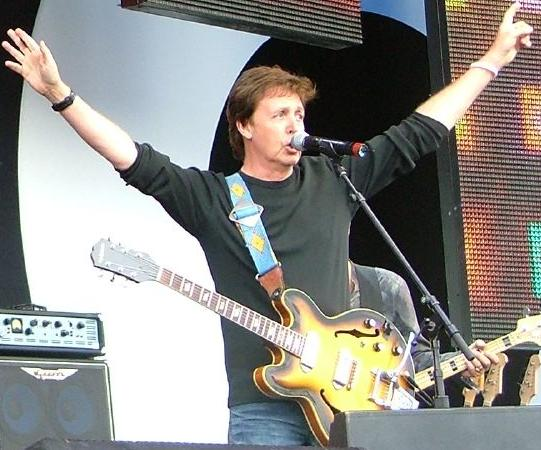
Paul McCartney en el Live 8, l'any 2005.

El dia 10 d'abril de 1970, Paul McCartney anunciava als mitjans de comunicació que mai no tornaria a gravar amb John Lennon (promesa que el temps ha burlat de manera peculiar, al cap de vint-i-cinc anys i amb un cúmul d'esdeveniments pel mig). L'afirmació de McCartney implicava la dissolució definitiva dels Beatles. Un mes després, el seu primer treball en solitari, McCartney, arriba al número dos de les llistes britàniques i al número u als Estats Units, afegint tensió a la ja existent al si del grup britànic, ja que el llançament del seu disc va coincidir amb el de Let It Be. Encara publicaria un altre àlbum, Ram, abans de començar la creació de la seva nova banda, Wings, que es forma al final de 1971 al voltant de Paul i Linda McCartney, junt amb Denny Laine (1944) i Denny Seiwell. Al desembre, el seu LP Wildlife arriba al número 10 de les llistes angleses i l'any següent comença una gira pel país que precedeix el single "Give Ireland Back To The Irish", un títol que s'explica per si sol ("Torneu Irlanda als irlandesos") que va ser completament vetat per la BBC i la Independent Broadcasting Authority del Regne Unit.
L'any 1972 va ser dur per McCartney, que va topar un parell de vegades amb la justícia per possessió de drogues, i l'any següent va començar amb un nou vet al single de Wings, anomenat "Hi Hi Hi", per incitació al consum de drogues. El seu segell discogràfic va optar per promocionar la cara B, per burlar la censura, i va arribar al número 5 a les llistes; al maig va començar un nou tour pel Regne Unit. L'LP que va sortir just abans de la gira, Red Rose Speedway, ja estava firmat per Paul McCartney & Wings, i al desembre van editar el famós Band On The Run, que va arribar al número 1 a banda i banda de l'Atlàntic, va vendre sis milions de còpies i va estar a les llistes més de dos anys.
El maig de 1976 va anar als Estats Units, en la que era la primera aparició de McCartney en territori nord-americà en una dècada. Al cap d'un any va publicar l'àlbum Wings Over America. El 1977 també va sortir al mercat "Mull Of Kintyre", el single més venut al Regne Unit, desplaçant d'aquest lloc "She Loves You", dels quatre de Liverpool. El single per si sol va vendre més de dos milions i mig de còpies, i va ser, sens dubte, l'èxit més gran de Wings com a grup. Des de "Mull Of Kintyre" fins al desembre de 1979, data en què Wings va actuar en l'última nit del festival Concerts per la Gent de Cambodja, van gravar alguns temes més —tots d'èxit, però sense arribar més amunt del cinquè lloc de les llistes—, i McCartney va rebre el premi com a millor compositor de tots els temps, amb més de cent milions de singles venuts i molts altres èxits. La data del concert per Cambodja posa el punt final a la carrera del grup com a tal, que va deixar el seu últim llegat en el vinil de l'any 1979 Back To The Egg.
McCartney va reprendre la seva trajectòria en solitari, que ja tenia precedents just abans de Wings amb el parell d'àlbums abans ressenyats. El gener de 1980 apareix "Wonderful Christmastime", el seu primer single en solitari des de 1971. A mitjans d'aquell mateix mes és arrestat i empresonat a Tòquio per possessió de marihuana.

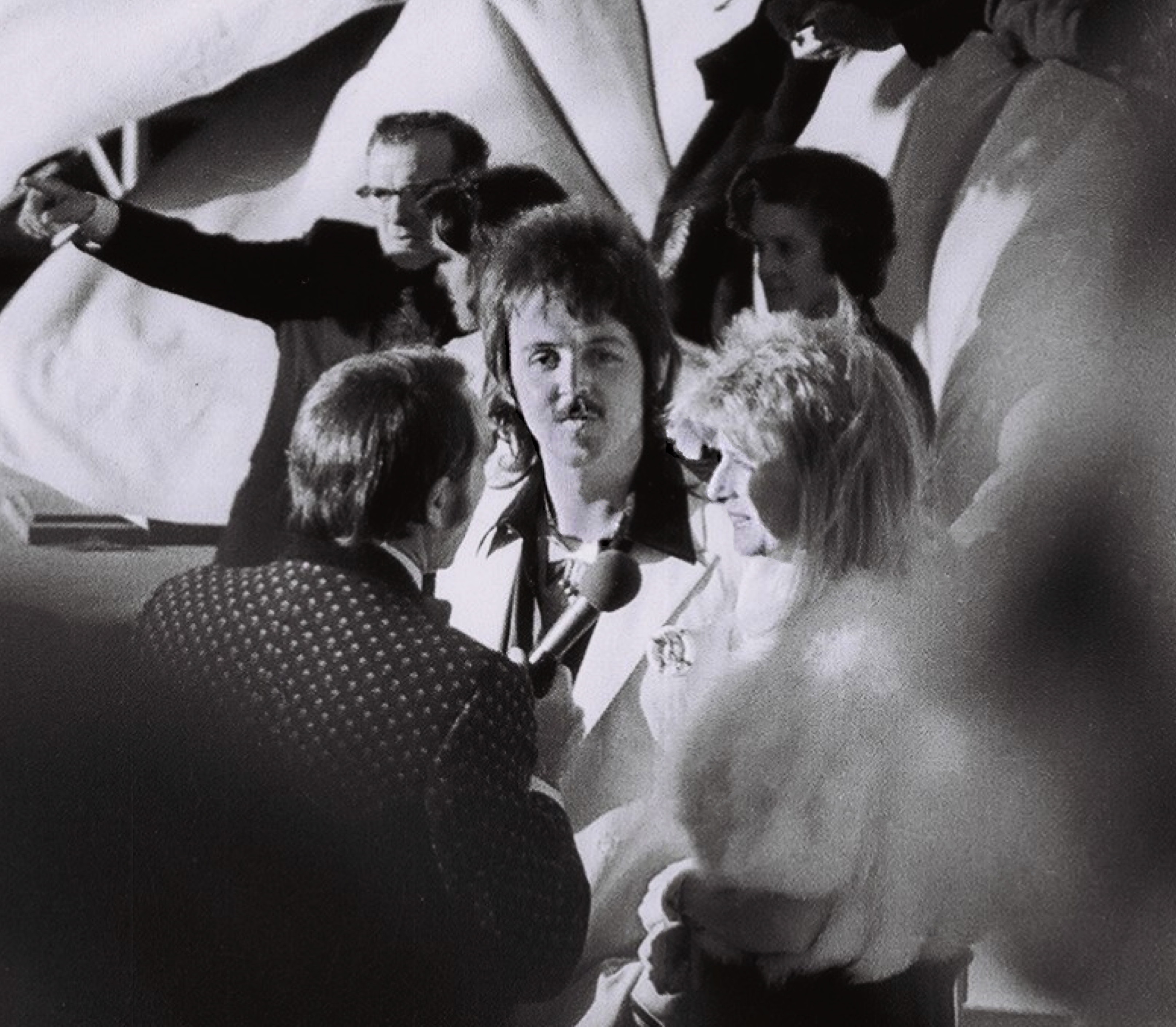
Paul McCartney i Linda McCartney el 1973

El 1981 es publica "McCartney", gravat, igual que el seu primer LP, al seu propi domicili i amb mitjans molt limitats, condicions que no impedeixen que arribi al lloc més alt de les llistes. L'any següent veu arribar un altre gran èxit seu, aquesta vegada a duet amb Stevie Wonder. "Ebony And Ivory" arriba al número 1 de les llistes de singles a banda i banda de l'Atlàntic, obrint camí per l'àlbum Tug Of War, gravat amb l'ajuda, entre d'altres, de Stevie Wonder, el seu vell amic Ringo Starr, Rod Stewart i Carl Perkins. Pletòric i hiperactiu, abans que s'acabi l'any col·labora en un altre duet, aquesta vegada amb Michael Jackson, i grava "The Girl Is Mine". Torna a repetir fórmula amb "Say, Say, Say", el single de l'àlbum Pipes Of Peace, aparegut el novembre de 1983 i que se situa de nou al capdamunt de les llistes americanes i angleses.
Give My Regards To Broad Street (1984) marca una nova experiència en la carrera de Paul McCartney. Aquest va ser el títol d'una pel·lícula i un àlbum; el disc va obtenir uns resultats excel·lents, però la pel·lícula va ser un fracàs de crítica i públic. L'activitat de l'antic beatle decreix amb el final dels vuitanta, però Press To Play i la recopilació All The Best! (1987) aconsegueixen unes vendes que feia molt que no obtenia. El 1988 apareix Back in The USSR al segell soviètic Melodiya; inicialment va aparèixer de manera exclusiva a la Unió Soviètica, fins que el 1991 es va publicar a tot el món.
En la dècada dels 90, Paul McCartney es va obrir camí en nous camps de la música: el 1991, l'Orquestra Filharmònica de Liverpool li va demanar una peça per commemorar el 150è aniversari de la seva fundació. El resultat va ser "Liverpool Oratori", composta al costat de Carl Davis. Altres incursions de Paul en la música clàssica són Standing Stone (1997), Working Classical (1999) i Ecce Cor Meum (2006). Al costat de Martin Glover i amb el pseudònim "The Fireman" ("el Bomber"), publica dos discos de música ambiental: Strawberries Oceans Ships Forest (1993) i Rushes (1998). L'any 2000, edita Liverpool Sound Collage al costat de Super Furry Animals. Després d'una nova gira mundial el 1993, McCartney es reuneix a l'estudi d'enregistrament amb George Harrison i Ringo Starr per treballar en el projecte The Beatles' Anthology i completar dues demos de John Lennon, "Free As A Bird" i "Real Love". El 1997 publica Flaming Pie, que assoleix el número 2 als Estats Units i el Regne Unit i és nominat en la categoria d'àlbum de l'any dels premis Grammy.
L'11 de març de 1997 va ser nomenat cavaller per la reina Isabel II del Regne Unit, i el 1999 es va incorporar com a solista al Saló de la Fama del Rock and Roll. Poc abans, el 17 d'abril de 1998, va rebre un cop molt dur amb la mort de la seva dona, Linda McCartney, a causa d'un càncer de mama. L'any 2001 va publicar Wingspan, un documental que narra la història de Wings. El mateix any sortí a la llum el seu nou disc d'estudi, Driving Rain i va compondre el tema "Vanilla Sky", nominat a l'Oscar com a millor cançó original, per la pel·lícula homònima. El 20 d'octubre de 2001 es va afegir a The Concert for New York City, en homenatge a les víctimes dels atemptats de l'11-S. Durant la major part del 2002 va dur a terme una extensa gira mundial que el va portar als Estats Units, Mèxic i el Japó amb un gran èxit. El 2003 va dur el seu directe a Europa, inclòs un concert a la Plaça Roja de Moscou el 24 de maig que posteriorment va servir de base d'un documental.
Durant el 2007 i fins al 16 de març del 2008, va afrontar un superjudici de divorci amb la seva exesposa Heather Mills i va haver de pagar-li 48,7 milions de dòlars. El 2008, McCartney va encapçalar el festival de música de la seva ciutat natal, Liverpool, com a part dels actes organitzats amb motiu de la capitalitat cultural de la ciutat.

## Altres projectes

### Anthology
The Beatles Anthology va ser un projecte de Paul McCartney, George Harrison, Ringo Starr i Yoko Ono, en representació de John Lennon. Van publicar 9 CD de documentals l'any 1995, tres àlbums entre el 1995 i el 1996 i un llibre amb fotos i informació l'any 2000.

### Let It Be… Naked
Let it Be… Naked, editat el 2003, és una altra versió del disc Let It Be. A l'edició original dels anys 1969-1970, Paul McCartney va voler que cançons com The Long and Winding Road sortissin sense els cors i l'orquestra, però John Lennon va confiar la producció a Phil Spector, que s'hi va negar.

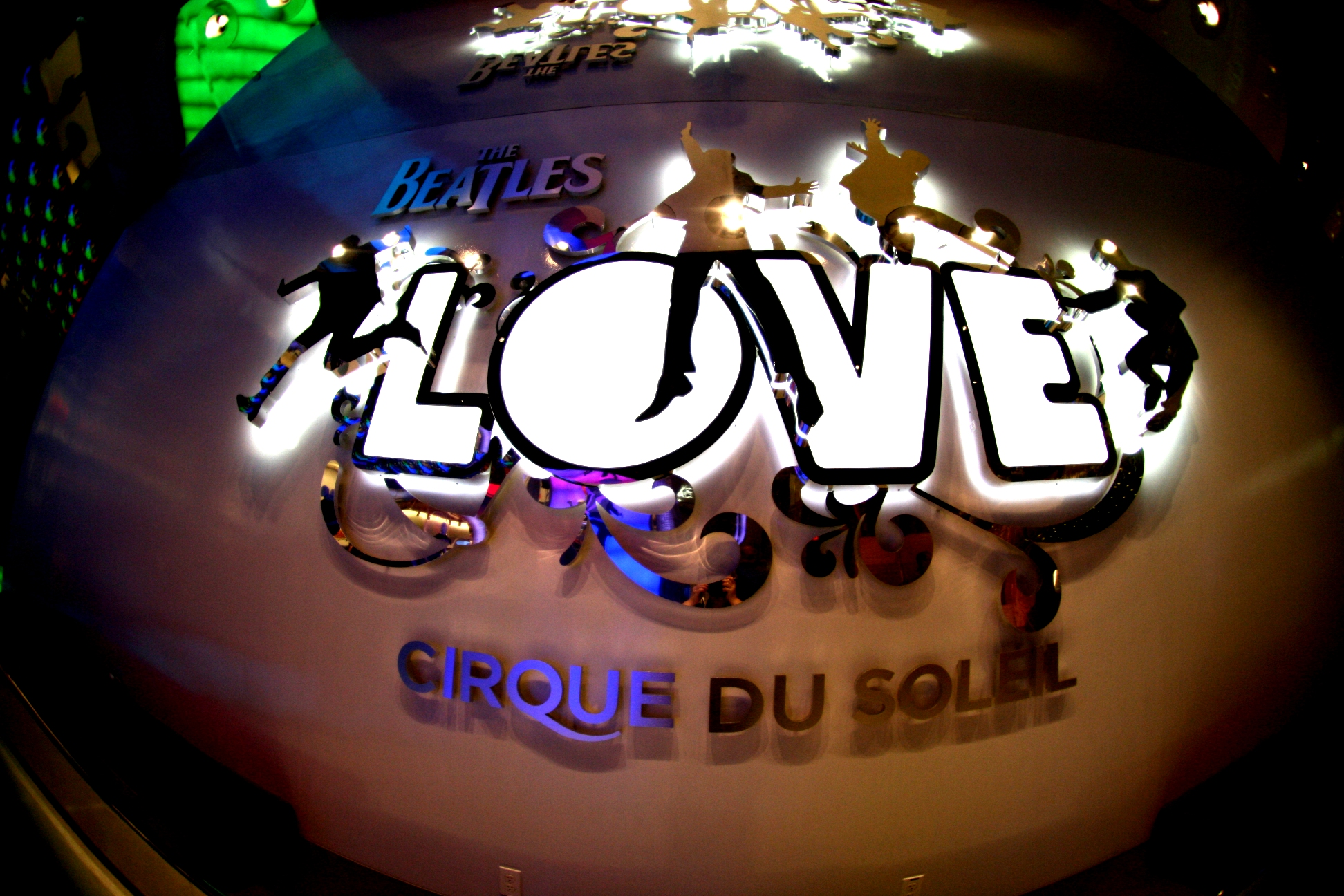
The Beatles Love

### Love
El 2006 es va crear Love, conjuntament amb el Cirque du Soleil i The Beatles' Apple Corps Ltd., que es va poder veure per primera vegada a The Mirage (Las Vegas) el 30 de juny de 2006.
El xou, organitzat per Sir George Martin i el seu fill Giles Martin, va sortir en CD el novembre d'aquell mateix (se'n van vendre gairebé tres milions de còpies), i el febrer de 2008 va guanyar un Grammy.

## Premis i nominacions

### Oscars
| Any  | Recipient                              | Premi               | Resultat  | Ref.   |
| ---- | -------------------------------------- | ------------------- | --------- | ------ |
| 1971 | Let It Be (de la pel·lícula Let It Be) | Millor banda sonora | Guanyador | [ 37 ] |

### Premis Grammy
| Any  | Recipient                                      | Premi                                                                                | Resultat  | Ref.   |
| ---- | ---------------------------------------------- | ------------------------------------------------------------------------------------ | --------- | ------ |
| 1965 | "I Want to Hold Your Hand"                     | Gravació de l'any                                                                    | Nominat   | [ 38 ] |
| 1965 | "A Hard Day's Night"                           | Cançó de l'any                                                                       | Nominat   | [ 38 ] |
| 1965 | The Beatles                                    | Millor nou artista                                                                   | Guanyador | [ 38 ] |
| 1965 | A Hard Day's Night                             | Millor actuació d'un grup vocal                                                      | Guanyador | [ 38 ] |
| 1965 | A Hard Day's Night                             | Millor gravació de Rock & Roll                                                       | Nominat   | [ 38 ] |
| 1965 | A Hard Day's Night                             | Millor banda sonora original d'una pel·lícula o programa de televisió                | Nominat   | [ 38 ] |
| 1966 | Help!                                          | Àlbum de l'any                                                                       | Nominat   | [ 38 ] |
| 1966 | Help!                                          | Millor actuació d'un grup vocal                                                      | Nominat   | [ 38 ] |
| 1966 | Help!                                          | Millor actuació contemporània (R&R) - Grup (vocal o instrumental)                    | Nominat   | [ 38 ] |
| 1966 | Help!                                          | Millor banda sonora original escrita per a una pel·lícula o programa de televisió    | Nominat   | [ 38 ] |
| 1966 | "Yesterday"                                    | Gravació de l'any                                                                    | Nominat   |        |
| 1966 | "Yesterday"                                    | Cançó de l'any                                                                       | Nominat   |        |
| 1966 | "Yesterday"                                    | Millor interpretació vocal, masculina                                                | Nominat   |        |
| 1966 | "Yesterday"                                    | Millor interpretació vocal contemporània (R&R) – masculina                           | Nominat   |        |
| 1966 | "Yesterday"                                    | Millor senzill contemporani (R&R)                                                    | Nominat   |        |
| 1967 | Revolver                                       | Àlbum de l'any                                                                       | Nominat   |        |
| 1967 | "Michelle"                                     | Cançó de l'any                                                                       | Guanyador | [ 39 ] |
| 1967 | "Eleanor Rigby"                                | Millor interpretació vocal, masculina                                                | Nominat   |        |
| 1967 | "Eleanor Rigby"                                | Millor interpretació vocal solista contemporània (R&R) - Masculina o femenina        | Guanyador |        |
| 1967 | "Eleanor Rigby"                                | Millor gravació contemporània (R&R)                                                  | Nominat   |        |
| 1968 | Sgt. Pepper's Lonely Hearts Club Band          | Àlbum de l'any                                                                       | Guanyador | [ 38 ] |
| 1968 | Sgt. Pepper's Lonely Hearts Club Band          | Millor àlbum contemporani                                                            | Guanyador | [ 38 ] |
| 1968 | Sgt. Pepper's Lonely Hearts Club Band          | Millor actuació d'un grup vocal                                                      | Nominat   | [ 38 ] |
| 1968 | Sgt. Pepper's Lonely Hearts Club Band          | Millor actuació de grup contemporània (vocal o instrumental)                         | Nominat   | [ 38 ] |
| 1968 | "A Day in the Life"                            | Millor arranjament instrumental vocalista/s acompanyant/Millor arranjament de fons   | Nominat   | [ 38 ] |
| 1969 | Magical Mystery Tour                           | Àlbum de l'any                                                                       | Nominat   |        |
| 1969 | "Hey Jude"                                     | Gravació de l'any                                                                    | Nominat   |        |
| 1969 | "Hey Jude"                                     | Cançó de l'any                                                                       | Nominat   |        |
| 1969 | "Hey Jude"                                     | Millor interpretació pop contemporània: vocal, duo o grup                            | Nominat   |        |
| 1970 | Abbey Road                                     | Àlbum de l'any                                                                       | Nominat   |        |
| 1970 | Abbey Road                                     | Millor interpretació vocal contemporània d'un grup                                   | Nominat   |        |
| 1970 | Yellow Submarine                               | Millor banda sonora original escrita per a una pel·lícula o un especial de televisió | Nominat   |        |
| 1971 | "Let It Be"                                    | Gravació de l'any                                                                    | Nominat   |        |
| 1971 | "Let It Be"                                    | Cançó de l'any                                                                       | Nominat   |        |
| 1971 | "Let It Be"                                    | Millor cançó contemporània                                                           | Nominat   |        |
| 1971 | Let It Be                                      | Millor interpretació vocal contemporània d'un duo, grup o cor                        | Nominat   | [ 40 ] |
| 1971 | Let It Be                                      | Millor banda sonora original escrita per a una pel·lícula o un especial de televisió | Guanyador |        |
| 1996 | Live at the BBC                                | Millor àlbum històric                                                                | Nominat   | [ 38 ] |
| 1997 | The Beatles Anthology                          | Millor vídeo musical de llarga durada                                                | Guanyador | [ 38 ] |
| 1997 | "Free as a Bird"                               | Millor actuació pop d'un duo o grup amb vocalistes                                   | Guanyador | [ 38 ] |
| 1997 | "Free as a Bird"                               | Millor vídeo musical de format curt                                                  | Guanyador | [ 38 ] |
| 2008 | Love                                           | Millor recopilació de banda sonora                                                   | Guanyador |        |
| 2008 | Love                                           | Millor àlbum de so envoltant                                                         | Guanyador |        |
| 2011 | "The Beatles (The Original Studio Recordings)" | Millor àlbum històric                                                                | Guanyador |        |
| 2024 | "I'm Only Sleeping"                            | Millor vídeo musical                                                                 | Guanyador | [ 41 ] |

Grammy Trustees Award
| Any  | Recipient   | Premi          | Resultat | Ref.   |
| ---- | ----------- | -------------- | -------- | ------ |
| 1972 | The Beatles | Trustees Award | Honorat  | [ 42 ] |

Grammy a la carrera artística
| Any  | Recipient   | Premi                         | Resultat | Ref.   |
| ---- | ----------- | ----------------------------- | -------- | ------ |
| 2014 | The Beatles | Grammy a la carrera artística | Honorat  | [ 43 ] |

Grammy Hall of Fame
| Any  | Recipient                             | Premi  |
| ---- | ------------------------------------- | ------ |
| 1993 | Sgt. Pepper's Lonely Hearts Club Band | Induït |
| 1995 | Abbey Road                            | Induït |
| 1997 | "Yesterday"                           | Induït |
| 1998 | "I Want to Hold Your Hand"            | Induït |
| 1999 | Revolver                              | Induït |
| 1999 | "Strawberry Fields Forever"           | Induït |
| 2000 | Rubber Soul                           | Induït |
| 2000 | A Hard Day's Night                    | Induït |
| 2000 | The Beatles (White Album)             | Induït |
| 2001 | "Hey Jude"                            | Induït |
| 2001 | Meet the Beatles!                     | Induït |
| 2002 | "Eleanor Rigby"                       | Induït |
| 2004 | "Let It Be"                           | Induït |
| 2008 | "Help!"                               | Induït |
| 2011 | "Penny Lane"                          | Induït |